# Fausto Bergocce
Fausto Bergocce (Reginópolis, 18 de novembro de 1952).
Chargista e ilustrador com atuação na imprensa, Fausto, como assina seus trabalhos, mudou-se com os pais para São Paulo em 1964 e em 1972 começa a trabalhar no Diário de Guarulhos como ajudante geral, onde publica esporadicamente como amador seus primeiros trabalhos. Em janeiro de 1974 é contratado como arquivista do jornal Guaru News, então, em agosto, é transferido para a redação como ilustrador onde começa sua carreira profissional.
Fausto trabalhou ainda na Última Hora, de 1976 até seu fechamento em 1979, colaborou como ilustrador, desenhista de quadrinhos e chargista na Folha de S. Paulo, O São Paulo, Diário do Grande ABC, editora Três, TV Cultura e em várias publicações do movimento sindical durante o período de resistência contra a ditadura militar imposta com o golpe de 1964.
Em 1986 até 2001 passa a ser ilustrador do Popular da Tarde e Diário Popular, ambos pertencentes ao mesmo grupo empresarial, os quais foram comprados pela Editora Globo e se transformaram no Diário de S. Paulo, atuando até 2003. No ano 2000, produziu o painel em comemoração aos duzentos anos do Jardim da Luz, da cidade de São Paulo, por encomenda da Secretaria do Meio Ambiente da Prefeitura Municipal de São Paulo (SP).
Entre 2006 e 2014, trabalhou no jornal Olho Vivo (depois novo Diário de Guarulhos). Desde então, atua como freelancer em seu ateliê como pintor e cartunista e nas redes sociais.

## Livros publicados
- Sem perder a linha - 1999, Massao Ohno Editor
- Esqueçam o que ele desenhou - 2002, RG Editores
- Traço extra - 2005, RG Editores
- Candido Deodato, aventuras e desventuras de um demagogo - 2008 - HBG Comunicações
- Viva cartum - 2007 - Paradiso
- A nuvenzinha exibida - 2008 - HBG Cominicações
- Reginópolis - sua história - 2011 - Kalaco
- Uns e outros - cartuns soltos - 2013 - Kalaco
- Carlotinha e a galerinha da Turma do Sorriso - 2014 - Laços
- SketchBook Custom - Fausto Bergocce - 2016 - Criativo
- StripBook - Fausto Bergocce - Pré-Histórias - 2017 - Criativo
- The Teo - 2018 - Maio Produções